# Alireza Asgharzadeh
Alireza Asgharzadeh, né le 12 avril 1986, est un coureur cycliste professionnel iranien.

## Palmarès
- 2007
  - 2e du Taftan Tour
- 2014
  - 3e du Tour des Philippines

## Classements mondiaux
| Année         | 2006 | 2007 | 2008 | 2009 | 2010 | 2011 | 2012 | 2013 | 2014 |
| ------------- | ---- | ---- | ---- | ---- | ---- | ---- | ---- | ---- | ---- |
| UCI Asia Tour | 76e  | 62e  |      | 271e | 199e | 311e | 306e | 110e | 181e |